# Wu Jiaxin
Wu Jiaxin, em chinês:吳家新 (Jiangsu, 9 de maio de 1993) é um jogador de vôlei de praia chinês.

## Carreira
Em 2011, formou dupla com Dou Jiasu e competiram na edição do Campeonato Mundial de Vôlei de Praia em Halifax, no ano seguinte esteve ao lado de Wu Penggen e conquistaram o quinto lugar na edição do Campeonato Asiático de 2012 em Haikou. Iniciaram 2013, competindo no circuito nacional em Khanom e terminaram na nona posição, quinto em Wendeng, quarto lugar em Jinjiang e o título em Guangzhou; depois, obtiveram o terceiro lugar em Xiamen; ainda competiram pelo circuito mundial no Aberto de Fuzhou e no Grand Slam de Xangai, ainda atuou ao lado de Li Jian terminando no décimo sétimo lugar no Grand Slam de Xiamen e o trigésimo terceiro lugar em Durban ao lado de Yang Cong, e atuando com Bao Jian terminaram na quinta posição no Campeonato Asiático de Wuhan
No ano de 2014, estava com Li Jian quando terminara n vigésima quinta posição em Fuzhou, e também nas etapas do circuito asiático de Khanom e Songkhla, terminando em ambas na nona posição, Yang Cong obteve como melhor resultado o nono lugar no Aberto de Doha.Em 2015, retomou a dupla com Li Jian terminaram com o vice-campeonato na Continental Cup, na fase de grupos da zona oriental, e juntos competiram no circuito asiático, terminando com o vice-campeonato em Nakhonsi  e o nono em Songkhla, e pelo circuito mundial finalizaram na vigésima quinta posição nos Abertos de Fuzhou e Lucerna, depois, ao lado de Zhang Lizeng finalizou na vigésima quinta posição no Aberto de Xiamen. Esteve no mesmo ano de volta com a parceria de Wu Penggen e terminam em quarto lugar em Dunhuang e Taishan, nacionalmente, terminou em décimo terceiro lugar na etapa de Xiamen com Cao Pengpeng e em Suzhou ao lado de Lu Tianyu.
Na temporada de 2016, volta a competir com Lu Tianyu, obtendo as nonas posições nas etapas do circuito chinês em Xiamen, Qujing e Wuzhong, na sequência esteve com Zhou Chaowei em Dunhuang e Urumuqui, ainda com Lu Tianyu, nestas etapas terminou em quinto lugar. Nas competições de 2017, esteve com Yang Cong  e finalizou em nono lugar na etapa de Pingtan, na quinta posição nas etapas de Yunyang, Dunhuang, Wuzhong, Qujing e Qidong; mas adiante formou dupla com Li Lei quando terminaram na décima nona posição no torneio duas estrelas de Sydney pelo circuito mundial.
Em 2018, iniciou ao lado de Ha Likejiang, e conquistaram a medalha de ouro no torneio uma estrela de Anapa e o bronze no torneio três estrelas em Haiyang, além do nono lugar no três estrelas de Qinzhou, ainda finalizaram em nono lugar no Campeonato Asiático de 2018 em Satun. Com Li Yang terminou nesta temporada, na vigésima quinta posição nos torneios quatro estrelas em Yangzhou e Las Vegas.
Retomou a dupla com Ha Likejiang e foram vice-campeões na etapa de Samila, pelo circuito asiático, em seguida foram medalhistas de bronze no Campeonato Asiático de 2019 em Maoming, depois, campeões da Continental Cup em Zhongwei e disputaram o FIVB Finals em Roma. Em 2020, estiveram juntos na conquista da medalha de prata no Campeonato Asiático em Udon Thani e em 2021, terminaram em quinto na fase final da Continental Cup na Tailândia. Na temporada de 2022, atuaram juntos no Campeonato Mundial de 2019 em Roma, quando ocuparam a trigésima sétima posição e com melhor resultado no circuito mundial, o quinto lugar no Future de Varsóvia, depois no referido circuito, esteve ao lado de Zhou Chaowei.
Ainda em 2022, volta a competir com Ha Likejiang  e obtiveram a medalha no circuito mundial de ouro no Future de Sohar, e foram vice-campeões em Samila e campeões em Bandar Abbas. Terminaram em nono lugar na edição do Campeonato Asiático em Bandar Abbas. No Circuito Asiático de 2023, conquistaram o título da etapa de Samila e terminaram em quinto no Campeonato Asiático de 2023 em Fuzhou , também foram medalhistas de ouro nos Futures de Mt. Maunganui, Coolangatta e Wenzhou, além do bronze em Lecce.Estiveram também juntos na edição do Campeonato Mundial de Vôlei de Praia de 2023 nas cidades mexicanas de Tlaxcala de Xicohténcatl,  Apizaco e Huamantla terminaram em décima sétimo lugar.

## Títulos e resultados
- Future de Wenzhou do Circuito Mundial de 2023
- Future de Mt. Maunganui do Circuito Mundial de 2023
- Future de Coolangatta do Circuito Mundial de 2023
- Future de Sohar do Circuito Mundial de 2022
- 1* de Anapa do Circuito Mundial de 2018
- Future de Lecce do Circuito Mundial de 2023
- 3* de Haiyang do Circuito Mundial de 2018